# La Chevrolière

La Chevrolière este o comună în departamentul Loire-Atlantique, Franța. În 2009 avea o populație de 4,970 de locuitori.